# Lvovský rajón
Lvovský rajón (ukrajinsky Львівський район) je rajón ve Lvovské oblasti na Ukrajině. Hlavním městem je Lvov a rajón má přibližně 1,15 milionu obyvatel. 

## Města v rajónu
- Bibrka
- Dubljany
- Hlyňany
- Horodok
- Kamjanka-Buzka
- Komarno
- Lvov
- Peremyšljany
- Pustomyty
- Rava-Ruska
- Vynnyky
- Žovkva